# Journal of Animal Breeding and Genetics
Journal of Animal Breeding and Genetics (ook Zeitschrift für Tierzüchtung und Züchtungsbiologie) is een internationaal, aan collegiale toetsing onderworpen wetenschappelijk tijdschrift op het gebied van de veeteelt.
De naam wordt in literatuurverwijzingen meestal afgekort tot J. Anim. Breed. Genet.
Het wordt uitgegeven door Wiley-Blackwell en verschijnt 6 keer per jaar.